# Parcham
Parcham (Dari: پرچم, lit. 'estandarte' o 'bandera') fue la facción socialista moderada del Partido Democrático Popular de Afganistán (PDPA), encabezada por Babrak Karmal. Más tarde, evolucionó en el Partido Watan (Patria) bajo el liderazgo de Mohammed Najibulá, adoptando una orientación más islámica. Surgió en 1965, tras divisiones ideológicas en el PDPA. Aunque los parchamis promovían reformas socioeconómicas graduales para alcanzar la revolución, contrastaban con los khalqis, quienes abogaban por un cambio inmediato y violento. Karmal consideraba que Afganistán aún no estaba preparado para un enfoque leninista y proponía un frente patriótico y antiimperialista como paso previo a la revolución.

## Historia
En 1965, Babrak Karmal y Nur Muhammad Taraki establecieron el Partido Democrático Popular de Afganistán. Para 1967, surgieron divisiones dentro del partido, dando origen a varias facciones, entre las cuales destacaban el Parcham y el Khalq por su influencia y número de seguidores. Aunque ambas procedían de la misma organización, sus diferencias ideológicas y bases de apoyo eran notorias. Los Khalqis estaban compuestos mayoritariamente por pastunes de zonas rurales, mientras que los Parchamis contaban con respaldo de la clase media urbana, en su mayoría de origen tayiko.
Entre 1968 y 1969, la facción Parcham tuvo la oportunidad de publicar una revista semanal, gracias a la autorización del rey Mohammed Zahir Shah. Esta situación acentuó aún más la brecha entre ambas facciones, ya que, en contraste, el periódico de los Khalqis había sido clausurado por el gobierno en 1966. Debido a la relación de Parcham con el Reino de Afganistán, que en un principio buscaba preservar la monarquía constitucional, sus adversarios khalqis lo ridiculizaban llamándolo el "Partido Comunista Real".
El golpe de Estado de 1973 contó con un respaldo significativo de los parchamis, especialmente dentro del ejército afgano. Tras su éxito, varios de sus miembros asumieron altos cargos en el gobierno y las fuerzas de seguridad de Mohammed Daud Khan. No obstante, con el tiempo, la divulgación de informes que vinculaban a los parchamis con la muerte del ex primer ministro anticomunista Mohammad Hashim Maiwandwal llevó a su expulsión de la administración de Khan y a su posterior persecución por parte de su régimen.
En 1977, Parcham logró reconciliarse con la facción Khalq y, tras la Revolución de Saur en 1978, varios de sus miembros obtuvieron representación en el gobierno inicial liderado por los khalqis. Sin embargo, poco después, el liderazgo radical de Nur Muhammad Taraki los purgó nuevamente, acusándolos de "revisionismo". El régimen derivó en un periodo de terror, encarcelando y ejecutando a numerosos parchamis bajo cargos de desviación del marxismo-leninismo. Finalmente, la facción Parcham tomó el poder tras el derrocamiento de Hafizullah Amin en diciembre de 1979, durante la intervención soviética en la Operación Tormenta-333, que favoreció un liderazgo más moderado y pragmático. No obstante, el nuevo gobierno de Babrak Karmal enfrentó dificultades para obtener apoyo popular, especialmente debido a los excesos cometidos por los khalqistas entre 1978 y 1979, lo que redujo significativamente su número tras numerosas ejecuciones.
En 1986, la Unión Soviética, insatisfecha con la incapacidad de Babrak Karmal para derrotar a los muyahidines, impulsó su reemplazo por Mohammad Najibulá. Posteriormente, en junio de 1990, el PDPA, bajo el liderazgo de la facción Parcham, se transformó en el Partido Watan (Partido de la Patria). En esta transición, se eliminaron todas las referencias al marxismo-leninismo de su manifiesto, adoptando en su lugar una versión exclusivamente afgana del socialismo islámico.
El 6 de mayo de 1992, el Partido Watan fue oficialmente prohibido en Afganistán. A lo largo de los años, hubo varios intentos de revivirlo, destacándose iniciativas como el Partido Watan de Afganistán, liderado por Mir Afghan Bawary, y el Partido Watan del general Abdul Jabar Qahraman.